# Liste der Monuments historiques in Boulay-Moselle
Die Liste der Monuments historiques in Boulay-Moselle führt die Monuments historiques in der französischen Gemeinde Boulay-Moselle auf.

## Liste der Objekte
| Bezeichnung                            | Beschreibung | Standort                        | Kennzeichnung | Schutzstatus | Datum     | Bild |
| -------------------------------------- | --- | ------------------------------- | ------------- | ------------ | --------- | ---- |
| Lesepult                               | Schmiedeeisen, 18. und 19. Jahrhundert | in der Kirche St-Étienne (Lage) | PM57000024    | Classé       | 1982      |      |
| Schultervelum mit Blumen               | Seide, bestickt, 18. Jahrhundert; im Domschatz der Kathedrale von Metz aufbewahrt                                                                           | in der Kirche St-Étienne (Lage) | PM57000031    | Classé       | 1982      |      |
| Orgel                                  | Ensemble aus PM57000022 und PM57000030 | in der Kirche St-Étienne (Lage) | PM57000718    | Classé       | 1976 1982 |      |
| Orgelprospekt                          | 1727 vermutlich von Joseph Le Picard gebaut; aus Kloster Villers-Bettnach                                                                                   | in der Kirche St-Étienne (Lage) | PM57000030    | Classé       | 1982      |      |
| Instrumentalteil der Orgel             | 1727 vermutlich von Joseph Le Picard gebaut; aus dem Kloster Villers-Bettnach                                                                               | in der Kirche St-Étienne (Lage) | PM57000022    | Classé       | 1976      |      |
| Chorschranke                           | Schmiedeeisen, 18. Jahrhundert | in der Kirche St-Étienne (Lage) | PM57000025    | Classé       | 1982      |      |
| Kredenz                                | Holz, vergoldet, Marmor, Mitte des 18. Jahrhunderts | in der Kirche St-Étienne (Lage) | PM57000026    | Classé       | 1982      |      |
| Schultervelum mit Taube                | Seide, bestickt, Silberfaden, 18. Jahrhundert; im Domschatz der Kathedrale von Metz aufbewahrt                                                              | in der Kirche St-Étienne (Lage) | PM57000032    | Classé       | 1982      |      |
| Kanzel                                 | Eichenholz, Ende des 18. Jahrhunderts | in der Kirche St-Étienne (Lage) | PM57000023    | Classé       | 1982      |      |
| Taufbecken                             | Kalkstein, bezeichnet 1518 | in der Kirche St-Étienne (Lage) | PM57000029    | Classé       | 1982      |      |
| Antependium Abendmahl                  | Seide, bestickt, 18. Jahrhundert; im Domschatz der Kathedrale von Metz aufbewahrt                                                                           | in der Kirche St-Étienne (Lage) | PM57000027    | Classé       | 1982      |      |
| Liturgische Gewänder                   | Kasel, zwei Dalmatiken, drei Stolen, drei Manipels, Kelchvelum und Bursa; Seide, bestickt, 18. Jahrhundert; im Domschatz der Kathedrale von Metz aufbewahrt | in der Kirche St-Étienne (Lage) | PM57000028    | Classé       | 1982      |      |
| Drei Zelebrantenstühle und drei Hocker | Eichenholz, erste Hälfte des 18. Jahrhunderts | in der Kirche St-Étienne (Lage) | PM57000762    | Inscrit      | 1982      |      |